# Paul-Gerhardt-Kirche (Dresden)

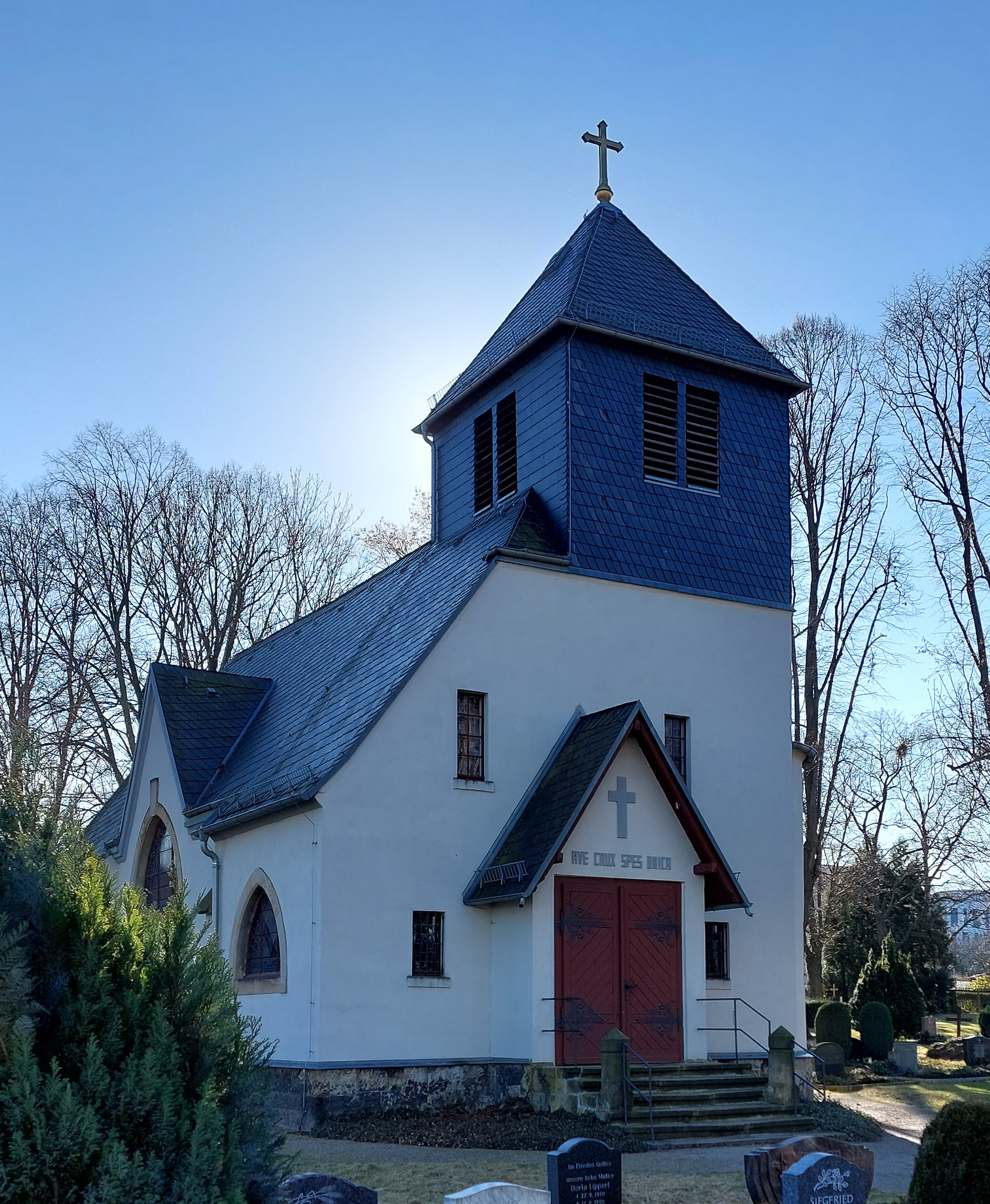
Paul-Gerhardt-Kirche in Dresden (Februar 2022)

Die Paul-Gerhardt-Kirche ist eine Kirche im Dresdner Stadtteil Gittersee (gelegentlich vereinfacht auch Kirche Gittersee oder Gitterseer Kirche genannt) und heute ein Gottesdienstort der vereinigten Paul-Gerhardt-Kirchgemeinde Coschütz-Gittersee.

## Geschichte von Kirche und Kirchgemeinde

### Geschichte bis 1975
Am 1. Januar 1897 wurde die Auspfarrung von Coschütz aus der Dresdner Kreuzkirchgemeinde und der von Gittersee aus Döhlen (heute Stadtteil von Freital) und der Beginn der Kirchgemeinde Coschütz-Gittersee rechtskräftig. Im Vorfeld der Auspfarrung hatte man bereits am 26. Oktober 1896 mit dem Bau einer Parentationshalle nach dem Entwurf von Kirchbauarchitekt Woldemar Kandler aus Klotzsche auf dem 1895 geweihten Friedhof von Gittersee begonnen. Die Bauausführung übernahm die Firma Clemens Günther, Baugewerke, Birkigt-Gittersee. Sie wurde am 12. Dezember 1897 geweiht und war ursprünglich für die Gemeinde Coschütz-Gittersee für alle gottesdienstlichen Handlungen bestimmt, bis es zum Bau einer Kirche der Gemeinde kommen sollte. An dieser Frage und deren Standort zerbrach aber noch im August 1897 die soeben gegründete Kirchgemeinde (Coschütz hatte schon die Friedhofsweihe abgelehnt und sich einen eigenen Gottesacker geschaffen).
1928 erhielt die Parentationshalle ihr heutiges Aussehen durch das Bauunternehmen Gebrüder Fichtner aus Dresden-Plauen durch die Vergrößerung des Chorraumes und Ergänzung durch einen 14 Meter hohen Glockenturm. Der Eingang wurde durch eine kleine Vorhalle ergänzt, über dem Eingang wurde ein Kreuz und die lateinischen Worte: Ave crux spes unica (dt. „Sei gegrüßt Kreuz, einzige Hoffnung“) angebracht. Architektonisch handelt es sich insgesamt um einen einfachen Hallenbau ohne Seitenschiffe, nach oben durch eine hölzerne Spitzbogendecke abgeschlossen. An der Rückwand des Chores befindet sich ein rundes Fenster mit einer Darstellung des segnenden Christus. Die übrigen Fenster sind mit farbigen Mustern gestaltet.
Am 11. November 1928 wurde sie zur Kirche geweiht. Den Namen Paul-Gerhardt-Kirche, nach dem Theologen und Liederdichter Paul Gerhardt, erhielt sie kurz vor Ende des Zweiten Weltkrieges, am 3. Januar 1945.
Das Geläut von 1930 musste im Zweiten Weltkrieg abgeliefert werden, lediglich die Schlagglocke blieb erhalten. Sie wurde 1954 durch zwei Stahlglocken ergänzt, 1951 erhielt die Kirche eine Jehmlich-Orgel.

### Geschichte seit 1975
Durch die abnehmende Zahl an Gläubigen, die diese Kirche nutzten, wurde in einem ersten Schritt 1977 eine gemeinsame Pfarrstelle mit der der Kirchgemeinde Coschütz eingerichtet und schließlich zehn Jahre später, am 1. Januar 1987, beide Kirchgemeinden zur „Paul-Gerhardt-Kirchgemeinde Dresden-Coschütz-Gittersee“ vereinigt.
Überregionales Aufsehen sorgten 1989 die in der Kirche durchgeführten Protestveranstaltungen engagierter Christen gegen den Bau eines Reinstsiliziumswerkes in Gittersee.
2004 wurde das Geläut an der Paul-Gerhardt-Kirche abgestellt, die schweren Stahlglocken hatten verschiedene Bauwerksschäden verursacht. 2006 wurden sie abgenommen und als Denkmal auf dem umgebenden Kirchhof aufgestellt; seit 2007 bilden zwei neue Bronzeglocken aus Lauchhammer neben der Schlagglocke von 1930 das Geläut der Paul-Gerhardt-Kirche.
Einige Jahre nach dem Ende der DDR wurde immer deutlicher, dass die Kirchlichkeit der Menschen so stark zurückgegangen war, dass eine Strukturreform nötig wurde. Die „Paul-Gerhardt-Kirchgemeinde Dresden-Coschütz/Gittersee“ wurde 1999 zur „Schwesterkirchgemeinde“ der  Auferstehungskirchgemeinde Dresden-Plauen mit einer gemeinsamen Pfarrstelle. Dies wurde 2006 erweitert, dass nunmehr eine gemeinsame Pfarrstelle der Kirchgemeinden Coschütz-Gittersee und Zionskirchgemeinde errichtet wurde, die nunmehr im „Schwesterkirchverband“ mit der Auferstehungskirchgemeinde Dresden-Plauen existiert.
Eine weitere Erweiterung dieses Gemeindeverbundes um die Kirchgemeinde der Matthäuskirche der Dresdner Friedrichstadt ist nach 2021 erfolgt: Die Folge ist allerdings eine immer weiter zurückgehende Nutzung der Kirche, die derzeit ohnehin nur in den Sommermonaten erfolgt und sich selbst in diesem Zeitraum gottesdienstliche Aktivitäten mit den „angeschlossenen Schwesterkirchgemeinden“ teilen muss.

## Einzelnachweis
1. ↑  Zur ausführenden Firma siehe R[enate]. Grieger: Zum Titelbild. In: Ev.-Luth. Paul-Gerhardt-Kirchgemeinde Coschütz-Gittersee; Ev.-Luth. Auferstehungskirchgemeinde Dresden-Plauen (Hrsg.): Gemeindeblatt, Ausgabe Aug. / Sept. 2024, o. ISSN, S. 2.

Koordinaten: 51° 0′ 37,4″ N, 13° 41′ 45,5″ O